# Kanton Juvigny-sous-Andaine
Der Kanton Juvigny-sous-Andaine war von 1801 bis 2015 ein französischer Wahlkreis im Arrondissement Alençon, im Département Orne und in der Region Basse-Normandie. Sein Hauptort war Juvigny-sous-Andaine. Der Kanton war 124,92 km² groß und hatte (1999) 7.254 Einwohner, was einer Bevölkerungsdichte von 58 Einwohnern pro km² entsprach. Er lag im Mittel auf 165 Meter über dem Meeresspiegel.

## Gemeinden
Der Kanton bestand aus 13 Gemeinden:
| Gemeinde                     | Einwohner Jahr | Fläche km² | Bevölkerungsdichte | Code INSEE | Postleitzahl |
| ---------------------------- | -------------- | ---------- | ------------------ | ---------- | ------------ |
| Bagnoles de l’Orne Normandie | 2.710 (2013)   | 9,26       | 293 Einw./km²      | 61483      | 61140        |
| La Baroche-sous-Lucé         | 398 (2013)     | 22,18      | 18 Einw./km²       | 61025      | 61330        |
| Beaulandais                  | 165 (2013)     | 8,57       | 19 Einw./km²       | 61033      | 61140        |
| Rives d’Andaine              | 3.085 (2013)   | 15,50      | 199 Einw./km²      | 61096      | 61140        |
| Geneslay                     | 284 (2013)     | 8,34       | 34 Einw./km²       | 61186      | 61140        |
| Haleine                      | 262 (2013)     | 2,62       | 100 Einw./km²      | 61200      | 61410        |
| Juvigny Val d’Andaine        | 2.211 (2013)   | 22,00      | 101 Einw./km²      | 61211      | 61140        |
| Loré                         | 154 (2013)     | 6,34       | 24 Einw./km²       | 61235      | 61330        |
| Lucé                         | 74 (2013)      | 6,09       | 12 Einw./km²       | 61239      | 61330        |
| Perrou                       | 278 (2013)     | 4,34       | 64 Einw./km²       | 61326      | 61700        |
| Saint-Denis-de-Villenette    | 154 (2013)     | 5,89       | 26 Einw./km²       | 61380      | 61330        |
| Sept-Forges                  | 277 (2013)     | 8,55       | 32 Einw./km²       | 61469      | 61330        |
| Tessé-Froulay                | 386 (2013)     | 5,24       | 74 Einw./km²       | 61482      | 61410        |

## Bevölkerungsentwicklung
| 1962  | 1968  | 1975  | 1982  | 1990  | 1999  | 2006  |
| ----- | ----- | ----- | ----- | ----- | ----- | ----- |
| 7 145 | 6 834 | 6 696 | 6 778 | 7 184 | 7 244 | 7 602 |